# Sierra del Negrete
La sierra de Utiel o sierra del Negrete es una agrupación montañosa del interior valenciano, caracterizada por sus abruptas formaciones.

## Extensión
La sierra del Negrete pasa por los municipios de Sinarcas, Utiel, Requena, Siete Aguas, Chera, el Sot de Chera, Chulilla, Loriguilla, Domeño, Chelva y Benagéber, un total de 11 municipios, a lo largo de más de 30 km y abastando una amplia superficie, de 21 934 hectáreas.

## Geología
La sierra es un anticlinal Jurásico, de orientación Ibérica, situado en una fosa tectónica, surgido por un plegamiento en la orogenia. En la zona predominan rocas sedimentarias de precipitación química, tales como la caliza y las dolomías, habiéndose modelado muchos de los picos por la acción de la erosión sobre este tipo de rocas.

## Orografía
La sierra del Negrete está compuesta por una serie de picos, el más alto el pico del pico del Remedio, con una altitud de 1306 metros sobre el nivel del mar, aunque hay otras elevaciones, tales como el pico Ropé, de 1140 metros y el Cerrochico, de 1223 metros, siendo la elevación media de la zona de unos 1000 - 1050 metros. Destaca también el pico Morrón, de 961 metros.

## Climatología
El clima es mediterráneo continentalizado. A 700 metros sobre el nivel del mar, la temperatura media se sitúa en torno a los 13 °C. En verano usualmente se superan los 35 °C como máxima, pero raramente los 18 °C como mínima, con una marcada oscilación térmica, propiciada por los vientos de solano. En invierno suele nevar en períodos comprendidos entre noviembre y marzo, con heladas que llegan a bajar de los -10 °C. Las precipitaciones son de 541 litros en la ciudad de Utiel. En los picos por encima de 1000 - 1100 metros, la temperatura media anual desciende a 10 °Cs. En verano superan con holgura los 30 °C, aunque raramente superan mínimas de 15 °C. En invierno suelen tener fuertes nevadas entre noviembre y abril, incluso a veces de octubre a mayo, con mínimas inferiores, en algunos casos, a los -15 °C, cayendo cantidades superiores a los 700/800 litros por metro cuadrado y caracterizándose por los fuertes vientos que crean ventisqueros.

## Flora
La flora es muy surtida, siendo principalmente compuesta por la carrasca, (vegetación muy continental), las sabinas, bosques de pino negro, bosques de quejigo (quejigares), bosques mixtos de robles, y vegetación arbustiva como la aliaguilla, apreciándose un predominio de las carrascas y de los pinos negros, que dan una apariencia frondosa a los montes que en ella se dan.

## Fauna
Se dan ejemplares de aves, principalmente águilas, tales como el águila culebrera, el águila real o el águila perdicera, también hay especies de anfibios como el galápago leproso, el sapillo pintojo, o insectos como el caballito del diablo.

## Hidrografía
En la sierra surgen diversas ramblas y barrancos, destacando barrancos como el de Colmenar o Estelenas, y ramblas como las de Estenas y El Remedio, de varios kilómetros de longitud que bajan en gran desnivel, usualmente secas en los períodos estivales pero con cierto caudal en épocas de lluvias y, como es frecuente, de deshielo.

## Condecoraciones
Ha sido nombrada como LIC, siglas de Lugar de Interés Comunitario, gracias a la gran variedad de especies de flora y fauna que posee y a la complejidad del sistema montañoso en que se alzan.